# Grand Palais Éphémère
O Grand Palais Éfémère é um salão de exposições temporárias localizado em Paris no Campo de Marte, projetado e produzido pela GL Events com o arquiteto Jean-Michel Wilmotte.

## Histórico
O Grand Palais Éfémère abriu suas portas em 12 de junho de 2021. O edifício é construído de frente para a Torre Eiffel no Campo de Marte, a fim de hospedar exposições e eventos culturais durante as obras de renovação do Grand Palais, Réunion des Musées Nationaux e Grand Palais des Champs-Élysées, que começou em março de 2021 por aproximadamente três anos.
Este salão de 10.000 m2 foi concluído em maio de 2021, em antecipação aos Jogos Olímpicos de Verão de 2024.
Sua finalidade é acolher exposições durante a reforma do Grand Palais.
Em julho de 2021, ele foi a sede do fórum de engenheiros e arquitetos do Forum international Bois Construction.
Em 12 de julho de 2021, Emmanuel Macron se dirigiu aos franceses do Grand Palais Éfémère para anunciar novas medidas para lidar com a pandemia de Covid-19 e a variante Delta, como a extensão do passe sanitário e a vacinação obrigatória de cuidadores.
O Grand Palais Éfémère, também chamado de "Arena Champ de Mars", sediará os eventos de luta livre e judô dos Jogos Olímpicos de Verão de 2024.
A GL Events, líder francesa em gestão de eventos, é concessionária do Grand Palais. Ele foi o responsável pelo projeto e construção da estrutura, garante sua manutenção e administra a revenda do edifício.

## Construção
A construção em madeira, com um custo de 40 milhões de euros, é a iniciativa de um concurso lançado pela Réunion des musées nationaux et du Grand Palais des Champs-Élysées e da Comissão Organizadora dos Jogos Olímpicos e Paralímpicos de Verão de 2024, a que confiou a concessão à GL events.
O organizador do evento GL Events elogia a "exemplaridade ambiental" do edifício, que pretende ser uma vitrine ecorresponsável dos Jogos Olímpicos.
O Grand Palais Éfémère está em linha com as exposições universais. Sua estrutura de madeira curva foi pré-fabricada na oficina antes de ser montada no local para limitar qualquer incômodo no próprio local, mas também na vizinhança.
O prédio será desmontado e remontado. Também é projetado para ser vendido em peças. Certas comunas adquiriram certos elementos.
O Grand Palais Éfémère é visível da Estação Espacial Internacional. É possível ver o prédio em uma foto tirada por Thomas Pesquet e publicada em sua página do Facebook.
Em setembro de 2021, a obra foi nomeada para o prêmio BIM d'OR.

## Galeria de fotografias

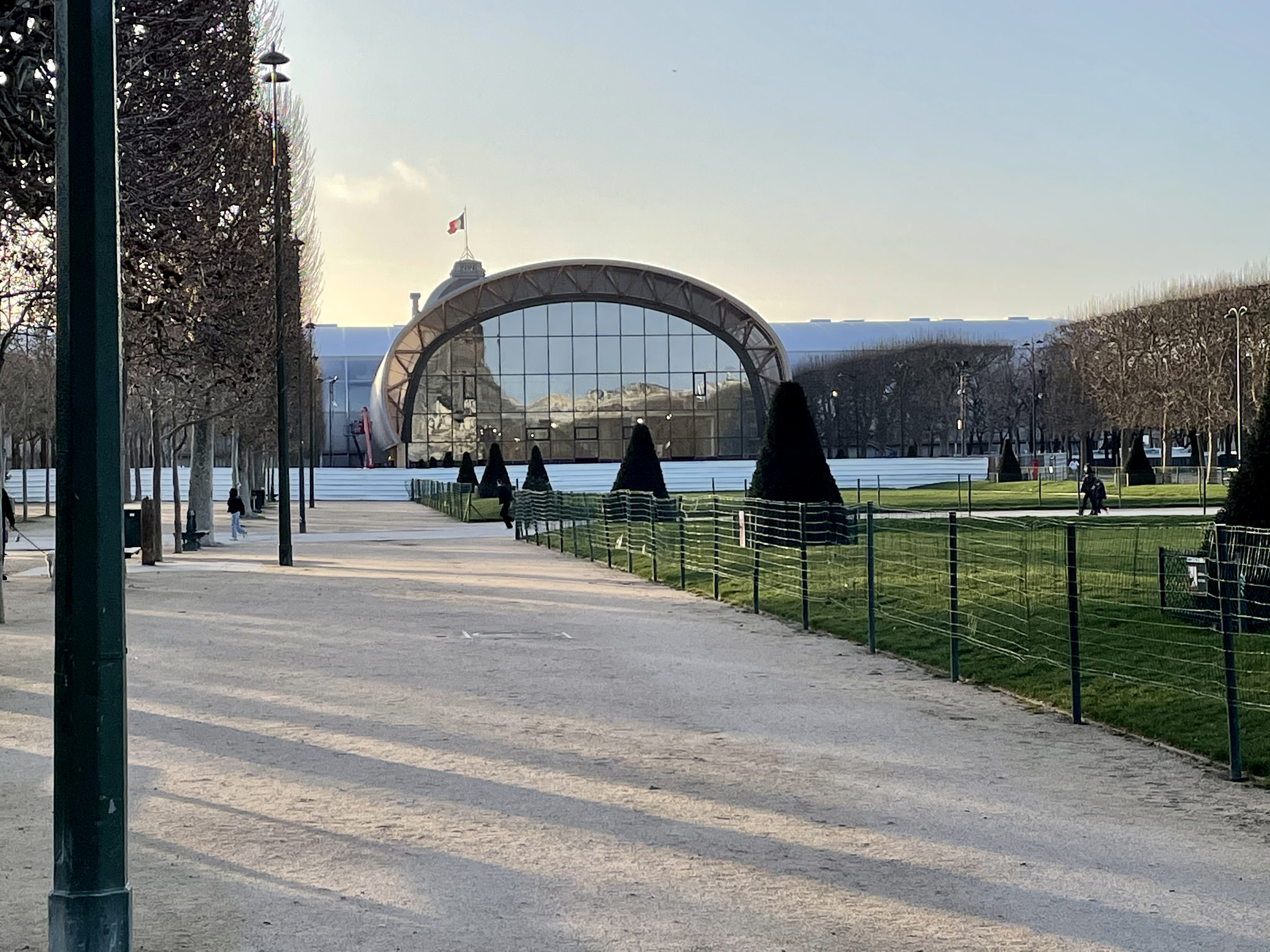
Grand Palais Éphémère (vista da esquerda).
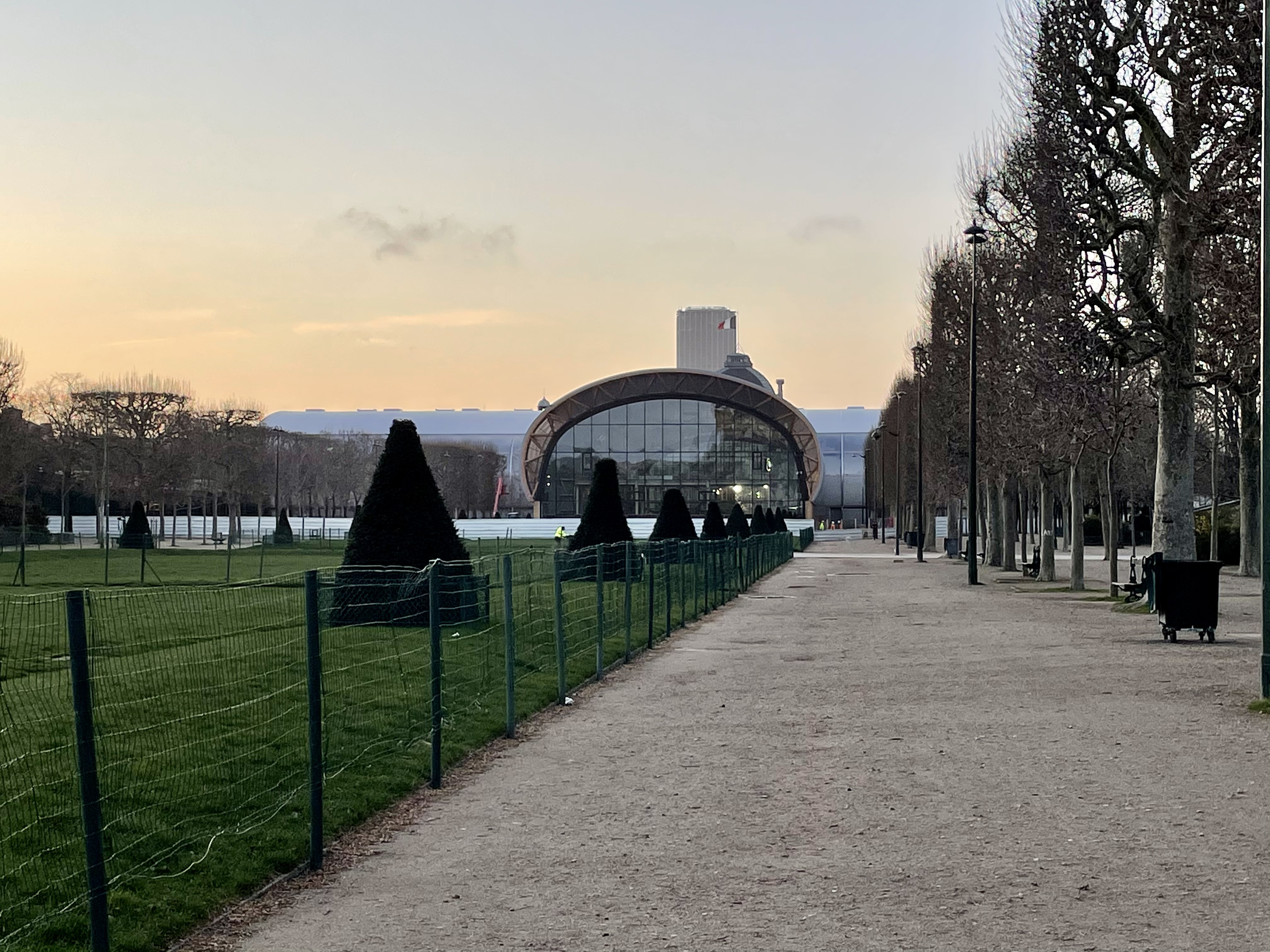
Grand Palais Éphémère (vista da direita).